# 더 킹 오브 파이터즈의 등장인물 목록
《더 킹 오브 파이터즈》(약칭 KOF)는 매 해마다 '킹 오브 파이터즈'라는 격투대회가 열리는 가상세계관를 무대로 하는 SNK의 크로스오버 대전 격투 게임 시리즈로, 기존 SNK 격투 게임들인 《아랑전설》, 《용호의 권》 등을 포함한 다수의 출연진이 등장하는 것이 특징이다.
《더 킹 오브 파이터즈 '94》부터 《더 킹 오브 파이터즈 '97》까지를 아울러 '오로치 사가'라 불리는 네 작품에서 주인공은 손에서 불을 내뿜을 수 있는 쿠사나기 쿄이며, 쿠사나기 가문을 적대하는 라이벌 야가미 이오리와 고대 신 오로치와 엮여 싸움을 하는 이야기를 다룬다. 《더 킹 오브 파이터즈 '99》부터 《더 킹 오브 파이터즈 2001》까지를 망라하는 두번째 이야기 '네스츠 사가'에서는 개조 인간 K'가 주인공으로, 미지의 집단 네스츠와의 격돌이 중심이다. 세번째 이야기는 《더 킹 오브 파이터즈 2003》부터 《더 킹 오브 파이터즈 XIII》까지인 '애쉬 사가'로, 쿄를 포함한 기존 주요인물들을 노리는 애쉬 크림슨과 다시금 세계를 위협에 빠뜨리려는 집단 머나먼 대지에서 온 자들에 대한 내용이다. 《더 킹 오브 파이터즈 XIV》부터서는 새 주인공 슌에이를 중심으로 한 네번째 이야기를 전개하고 있다.

## 주요 등장인물

### 일본 팀
첫 작품 《KOF '94》부터 《KOF '97》까지 이어지는 '오로치 사가' 시리즈의 주인공 출연진으로, 전일본 격투대회 우승자 쿠사나기 쿄, 준우승자 니카이도 베니마루, 그리고 3위 다이몬 고로로 구성됐다. 《KOF '99》부터 시작된 두번째 이야기 '네스츠 사가'에서는 주인공 자리에서 밀려나 베니마루와 야부키 신고가 다른 팀에 합류하는 식으로 참전했고, 《KOF 2001》에는 일본 팀이 다시 부활해 야부키 신고를 포함한 4명이 출전했다. 《KOF 2003》에서는 쿄가 빠지고 베니마루, 다이몬, 신고가 이렇게 셋이서 베니마루 팀으로 결성되었다. 《KOF XIII》에서는 다시 일본팀이 원 구성원으로 부활했다.

#### 니카이도 베니마루
성우 - 마에즈카 아츠시
부잣집 출신의 일본팀 준최강자로 전기 능력을 사용한다. 일본팀이 해체된 《KOF '99》부터는 야부키 신고와 함께 다른 팀에 잠시 합류했다.

#### 다이몬 고로
성우 - 우스이 마사키 ('94 ~ '98, 2000 ~ 2003, XII, XIII)
유도를 사용하는 격투가로, 베니마루와 쿄처럼 원소 능력은 없고 오직 순수한 격투술로 승부를 한다.

#### 야부키 신고
성우 - 코야스 타케히코 ('97 ~ XI)
《KOF '97》부터 등장한 인물로, 쿄의 열혈팬을 자처하며 그의 격투술을 따라하는 개그 캐릭터이다. 오로치 사가에서는 속한 팀이 없는 단독 캐릭터였으나, 《KOF '99》 및 《KOF 2000》에서는 베니마루와 함께 팀에 합류하며, 《KOF 2001》에서 부활한 일본팀의 네번째 구성원이 됐다.

#### 쿠사나기 쿄
성우 - 노나카 마사히로
쿠사나기(KUSANAGI) 성우 - 이와타 미츠오 (2002, 2003)
《KOF '94》부터 《KOF '97》까지의 '오로치 사가'의 주인공이며, 불 능력을 사용할 수 있는 쿠사나기 가문의 대표이다. 아버지로는 쿠사나기 사이슈, 여자친구로는 유키가 있다. 두번째 이야기 '오로치 사가'가 시작된 《KOF '99》부터는 잠시동안 팀에서 빠지고 단독으로 선택하는 플레이어 캐릭터로 등장했다.

### 이카리 워리어즈 팀
SNK의 런 앤 건 아케이드 게임 시리즈 《이카리 워리어즈》에 기반한 팀으로, 첫 작품 《KOF '94》 원작의 두 플레이어 캐릭터 랄프 존스, 클락 스틸와 《더 킹 오브 파이터즈》에서 추가된 상관 하이데른으로 구성해 출연했다. 랄프와 클락는 하이데른 직속용병부대의 간부로서 시리즈 대부분에 등장하고, 대장이자 루갈 번슈타인의 앙숙인 하이데른이 리더로서 참가하였다. 《KOF '96》에는 하이데른이 후선으로 빠지고 대신에 하이데른의 양녀인 레오나 하이데른이 새로 출전하였다. 레오나는 오로치 사가에서 주요인물로, 레오나의 부친인 가이델으로부터 오로치의 피를 물려받았기 때문에 《KOF '97》에서 그 힘이 각성해 중간보스로 등장한 바 있다. 4인 체제인 《KOF '99》에서는 네스츠 관련 인물 윕이 새로 추가되었다.

#### 랄프 존스
성우 - 마에즈카 아츠시 ('94 ~ XI), 시노야 분슈(XII ~ XIII)

#### 레오나 하이데른
성우 - 유미 마사에 ('96 ~ 2003, XII, XIII)

#### 윕
성우 - 키쿠치 시호 ('99 ~ 2003)

#### 클락 스틸
성우 - 시마 요시노리

#### 하이데른
성우 - 아라이 토시미츠 ('94, '95, '98, 2001)

### 사이코 솔저 팀
1987년에 발매된 SNK의 슈팅 게임 《사이코 솔저》에 기반한 팀으로, 원작의 플레이어 캐릭터 아사미야 아테나, 시이 켄수와 《더 킹 오브 파이터즈》의 오리지널 캐릭터 친 겐사이로 구성되었다. 킹 오브 파이터즈 시리즈에서는 아테나를 아이돌 가수로, 켄수를 아테나의 매너저로 설정하고 있다. 이 둘의 스승인 노년캐릭터 친 겐사이가 둘에게 초능력을 전수해 주었다. 아사미야 아테나는 각 시리즈마다 복장이 바뀌는 것이 특징이다. 《KOF '99》부터 《KOF 2001》까지는 단발머리로 돋보였고 《KOF XI》에서는 교복으로 교체되었다. 4인체제인 《KOF '99》에서는 바오가 새로 추가되었다. 바오는 저주받는 아이로 친이 데려와 돌봐주었다. 《KOF 2002 UM》에서는 아테나, 켄수, 바오가 팀을 맺고 출전하였다. 팀에서 제외된 친은 스승으로써 하이데른, 사카자키 타쿠마와 함께 스승팀으로 출전하였다. 《KOF XI》에서는 아테나의 친구인 고등학생 모모코가 새로 추가 되었다.

#### 모모코
성우 - 이노사코 카즈요 (XI)

#### 바오
성우 - 나카노 카나코 ('99 ~ 2001)

#### 시이 켄수
성우 - 야노 에이지 ('94 ~ 2002, XI ~ XIII)

#### 아사미야 아테나
성우 - 후쿠이 레이코 ('94), 나가사키 치하루 ('95), 사토 타마오 ('96), 쿠리스 유키나 ('97), 이케자와 하루나 ('98 ~ XIII)

#### 친 겐사이
성우 - 니시무라 토시카즈 ('94 ~ 2002), 마츠오 마츠오 (XII, XIII)

### 한국 팀
이름 그대로 한국인으로 이뤄진 팀으로, 전원이 태권도를 사용하는 것이 특징이다. 《아랑전설 2》에서 데뷔한 김갑환을 제외하고 전부 《더 킹 오브 파이터즈》에서 데뷔한 오리지널 캐릭터이다. 《KOF》 세계에서 김갑환은 태권도 사범으로써 악당들을 혼내주는 정의의 사도이다. 감옥에서 탈옥한 장거한과 최번개는 탈출하려다 김갑환한테 강제로 수행을 같이하게 된다. 이렇게 해서 김갑환은 장거한과 최번개를 훈련시키고 《KOF '94》부터 꾸준히 셋이서 출전한다. 4인 체제인 《KOF '99》에서는 또다른 태권도 사범인 전훈이 새로 추가되었는데, 김갑환과 전훈은 서로 사이가 안좋다고 한다. 《KOF 2001》에서는 전훈이 빠지고 대신 히어로 매니아인 이진주가 새로 추가되었다. 이진주는 평소 모습과 슈퍼 이진주로 자세를 바꿔 격투할 수 있다. 이진주는 《KOF 2002》에서 여성 격투가 팀으로, 《KOF 2002 UM》에서는 미소녀 격투가 팀으로 출전했고, 전훈은 《KOF 2002 UM》에서 야부키 신고와 린과 함께 리더로서 아시아 삼연합 팀으로 출전하였다. 《KOF 2003》에서는 김갑환, 장거한, 전훈이 출전했다. 한국팀이 사라진 《KOF XI》에서는 김갑환이 아랑전설 팀에 합류했다. 《KOF XIII》에서는 김갑환이 《아랑전설》 인물인 라이덴, 화 자이와 함께 팀을 맺고 출전한다.

#### 이진주
성우 - 카와카미 토모코 (2001, 2002)

#### 장거한
성우 - 시마 요시노리 ('94 ~ '95), 아리타 히로유키 ('96 ~ 2003)

#### 전훈
성우 - 이치죠 카즈야 ('99, 2000, 2003)

#### 최번개
성우 - 마에즈카 아츠시 ('94 ~ 2002)

### 여성 격투가 팀
SNK 격투 게임에서 등장하는 여성 격투가들이 결성한 팀으로, 초기에는 《더 킹 오브 파이터즈》만의 오리지널 캐릭터 없이 《용호의 권》의 유리 사카자키와 킹, 《아랑전설》의 시라누이 마이 셋이서 팀을 이뤄 출전했이다. 이후 게임마다 구성원이 조금씩 달라지는 것이 특징인데, 《KOF '96》에는 유리가 용호의 권 팀으로 들어가자 그 자리에는 토도 류하쿠의 둘째딸인 토도 카스미가 출장했고, 《KOF '97》에는 다시 카스미가 빠진 후 쿠사나기 쿄, 야가미 이오리와 관련된 삼신기 중 하나이자 야타의 거울의 소유자인 카구라 치즈루가 출장하였다. 4인 체제인 《KOF '99》에는 킹, 블루 마리, 토도 카스미와 《리얼 바웃 아랑전설 2》의 리 샹페이가 출전하였고, 《KOF 2000》에는 카스미, 마이, 유리,그리고 새로 들어온 스모부 여고생 시조 히나코가 출전하였다. 《KOF 2001》에는 핵심인 킹, 마이를 비롯해 샹페이와 히나코가 다시 출장하였다. 《KOF 2002》에는 마이, 유리 그리고 이진주가 출장하였다. 《KOF 2003》에는 킹, 마이, 블루 마리가 출전하였다. 《KOF XIII》에서 《KOF '94》때의 구성멤버로 다시 부활하였다.

#### 시조 히나코
성우 - 카와스미 아야코 (2000, 2001, 2003)

### 야가미 팀
《KOF '95》에서 데뷔한 야가미 이오리를 중심으로 한 팀으로, 해당 작품에선 《아랑전설》의 빌리 칸과 《용호의 권》의 키사라기 에이지와 함께 참전했으나 결말 후 팀원 간의 불화로 바로 해체됐다. 《KOF '96》에서는 루갈 번스타인의 비서였던 바이스와 매추어가 야가미와 같이 활동하며, 본편 시리즈에서 야가미와 가장 많이 팀을 이뤘다.

#### 매추어
성우 - 츠지 히로코 ('96, '98, 2002, XII, XIII)

#### 바이스
성우 - 유미 마사에 ('96, '98, 2002, XIII)

#### 야가미 이오리
성우 - 야스이 쿠니히코 ('95 ~ XIII)
《KOF '95》에서부터 등장한 쿠사나기 쿄의 라이벌로, 오로치 사가에서는 쿄, 치즈루와 함께 삼신기의 일원으로 활약한다.

### K' 팀
《KOF '99》부터 《KOF 2001》까지 이어지는 《더 킹 오브 파이터즈》 두번째 이야기 '네스츠 사가'의 주역으로, 구성원은 리더 K', 맥시마를 중심으로 하고 윕이나 쿨라 다이아몬드 등 구성되었다. 본래는 네스츠의 일원이었으나 네스츠의 이상한 실험(쿠사나기 쿄를 클론으로 복제하는 실험)으로 인해 K'와 맥시마가 네스츠에서 몰래 탈출한다. 탈출 도중에 니카이도 베니마루와 야부키 신고와 만나 그 이상한 실험을 막기 위해 《KOF '99》의 구성원이 되었다. 이후 수많은 돌덩이들이 내려와 베니마루와 신고와 헤어진다. 《KOF 2000》에서는 클론제로가 저지르는 제로 캐논포를 막기위해 에이전트인 권투 여성 바네사와 루차 레슬러 라몬과 만난다. 이 때 K'를 제거할 목적으로 네스츠가 보낸 얼음소녀 쿨라 다이아몬드를 만난다. 제로 캐논포의 오작동으로 모든 출전자들 대부분 부상당하지만 바오를 제외하고 생명에는 지장이 없었다. 《KOF 2001》에서는 네스츠의 음모를 막기위해 애초부터 K'와 인연이 있는 윕과 암살단을 배신한 론을 죽이기 위해 나선 중국의 암살자 린과 팀을 구성하였다.
네스츠의 소멸 이후, 《KOF 2002》와 《KOF 2003》에서는 K', 맥시마, 윕이, 《KOF XI》과 《KOF XIII》에서는 K', 맥시마, 쿨라 다이아몬드가 출전한다. K'와 맥시마는 게임보이 어드밴스의 《더 킹 오브 파이터즈 EX》에서 엑스트라 스트라이커로 등장한다.

#### K'
성우 - 마츠다 유키 ('99 ~ XI, XIII)

#### 맥시마
성우 - 코니시 카츠유키 ('99 ~ XI, XIII)

#### 쿨라 다이아몬드
성우 - 카카즈 유미 (2000 ~ 2002, XI, XIII)

### 애쉬 팀
《KOF 2003》부터 《KOF XIII》까지 작품들의 '애쉬 사가'의 주인공 애쉬 크림슨이 이끄는 팀이다. 《KOF 2003》에서는 애쉬가 삼신기의 힘을 빼앗기기 위해 쉔 우와 듀오 론을 영입하고, 《KOF XI》에서는 듀오 론이 빠지는 대신에 오스왈드와 팀을 맺는다.

#### 듀오 론
성우 - 마루오 츠네히토 (2003 ~ XIII)

#### 셴 우
성우 - 스이즈 코지 (2003 ~ XIII)

#### 애쉬 크림슨
성우 - 나가시로 소노스케 (2003 ~ XIII)
양복을 입고 선글라스를 쓴 노신사이다. 키는 189cm이고 몸무게는 78kg이며 혈액형은 AB형, 생일은 1942년 7월 7일(63세)이다. 성격은 조용한 성격이다. 격투 스타일은 카드 암살술이다.

### 중국 팀
《KOF XIV》에서 데뷔한 네번째 주인공 팀으로, 《아랑전설》의 텅푸루와 《KOF》 오리지널 캐릭터인 슌에이와 메이텐쿤으로 구성됐다.

## 오로치 사가 등장인물 (《KOF '94》~《KOF '98》)

### 게니츠
성우 - 시마 요시노리 ('96)

### 뉴 페이스 팀

#### 나나카세 야시로
성우 - 아와네 마코토 ('97, '98, 2002)
나나카세 야시로(七枷社, 칠가사)는 《더 킹 오브 파이터즈 '97》에서 데뷔한 '뉴 페이스 팀'의 일원이다. 오로치의 힘을 각성시켰을때는 메마른 대지의 야시로(乾いた大地の社)라고도 불린다.
오로치 일족의 상위 8명인 오로치 팔걸집 중에서도 더 상위계층에 속하는 오로치 사천왕의 일원이다. 오로치 사천왕은 각자의 속성을 가진 천재지변을 자유롭게 다룰 수 있는 능력을 지녔는데 메마른 대지의 야시로가 지닌 천재지변의 능력은 지진이었다. 원래의 나나카세 야시로는 유쾌한 성격과 친절함을 동시에 가진 대인관계의 달인이라 불릴 만한 훌륭한 인격의 소유자이지만 각성한 뒤의 메마른 대지의 야시로는 파괴적인 성격을 지니고 있다.
나나카세 야시로는 셸미, 크리스와 같이 밴드를 결성했으나 라이브 콘서트 도중 야가미 이오리가 이 라이브 콘서트를 망쳐놓았기 때문에 이오리에게 원한을 갖고 있다. 《더 킹 오브 파이터즈 '97》에서 셸미와 같이 오로치를 몸에 담고 있는 크리스를 수호하는 임무를 부여받았으나 《KOF '97》의 결말에서 오로치의 봉인 이후 행방불명이 됐다.

#### 셸미
성우 - 니시카와 하즈키 ('97, '98, 2002)
셸미(Shermie)는 《더 킹 오브 파이터즈 '97》에서 데뷔한 '뉴 페이스 팀'의 일원으로, 프랑스 출신의 가수이다. 오로치 팔걸집 중 한 명으로 나나카세 야시로와 함께 오로치의 힘이 담겨있는 크리스를 수호하는 임무를 받았다. 오로치의 힘을 각성시켰을 경우에 미쳐 날뛰는 번개의 셸미(荒れ狂う稲光のシェルミ)라고도 불린다.
가슴이 트인 검은색 민소매 셔츠 위에 분홍색 재킷을 입고 있고 무릎부터 엉덩이까지 옆으로 노출되어 있는 분홍색 미니 스커트를 입고 있다. 《더 킹 오브 파이터즈 2000》에서 스트라이커로 등장할 때 빨간색 민소매 셔츠에 노란색 조끼와 미니 스커트를 입은 상태로 나온다. 《SNK 히로인즈: 태그 팀 프렌지》에서 플레이어 캐릭터로 등장했다.
젊은 남성이거나 미남에게는 추파를 던지는 특징이 있다. 하지만 젊은 남성이라 하더라도 추남에게는 아무 반응을 보이지 않는다.

#### 크리스
성우 - 오가타 리오 ('97, '98, 2002)
크리스(Chris)는 《더 킹 오브 파이터즈 '97》에서 데뷔한 '뉴 페이스 팀'의 일원이다. 본래 정체는 봉인된 오로치의 본체로, 《KOF '97》에서 '킹 오브 파이터즈' 격투 대회를 통해 힘을 모아 부활하려고 하나 쿠나사기 쿄, 야가미 이오리와 치즈루 카구라로 이뤄진 삼신기의 활약으로 인해 봉인됐다. 이후 크리스는 다른 뉴 페이스 팀 멤버와 함께 행방불명이 됐다.

### 루갈 번스타인
성우 - 아라이 토시미츠 ('94, '95, '98), 와카모토 노리오 (2002)
루갈 번스타인(Rugal Bernstein)은 《더 킹 오브 파이터즈 '94》에서 데뷔한 악역으로, 우수한 격투실격과 범죄로 모은 자본으로 최초의 '킹 오브 파이터즈' 대회를 열었다. 《KOF '94》에서 패배한 후 후속작 《더 킹 오브 파이터즈 '95》에서 오로치의 힘을 빌리고 쿄의 아버지 사이슈를 세뇌해 부하를 삼은 후 다시 대회를 개최한다. 《KOF '95》 결말에서 오로치의 힘을 통제하지 못하고 소멸해 최종적으로 사망한다.
그 이후 이야기가 없는 드림 매치 게임인 《더 킹 오브 파이터즈 '98》, 《더 킹 오브 파이터즈 2002》와 리메이크들을 포함해 보스 및 플레이어 캐릭터로서 등장한다. 《캡콤 vs. SNK》 시리즈에서도 보스로서 출연한다.

### 아메리칸 스포츠 팀
럭키 글로버 성우 - 케이 이나게 ('94, '98)
브라이언 배틀러 성우 - 야노 에이지 ('94, '98)
헤비 D! 성우 - 니시무라 토시카즈 ('94, '98)
아메리칸 스포츠 팀은 《더 킹 오브 파이터즈 '94》복서 헤비 D!, 농구선수 럭키 클로버, 미식축구 선수 브라이언 배틀러로 구성됐다. 3명의 팀으로서는 막강한 힘을 가지고 있다. 《KOF '94》 이후로 출전하지 않다가 드림 매치 게임인 《더 킹 오브 파이터즈 '98》과 그 리메이크 《더 킹 오브 파이터즈 '98 얼티밋 매치》에서 잠시 복귀하였다.

### 오로치
성우 - 오가타 리오 ('97)
오로치는 더 킹 오브 파이터즈 97의 최종보스다. 1800년 전에 봉인되었던 신으로 오로치 팔걸집에 의해 1800년 만에 다시 부활하였다. 삼신기 (쿠사나기 쿄, 야가미 이오리, 카구라 치즈루)는 오로치를 봉인하기 위해 싸우고 있지만 쿄와 이오리는 관심이 없었다. 그러나 '97에서야 마침내 봉인에 성공하였다.
그의 부하인 오로치 팔걸집은 오로치를 부활시키기 위한 8인의 종족이다.  구성원은 리더  게닛츠, 3인조 밴드의 정체인 나나카세 야시로와 셀미와 크리스, 루갈의 비서였던 매추어와 바이스, 레오나의 친부 가이델, 그리고 아랑전설의 캐릭터인 야마자키 류지이다.

### 카구라 치즈루
성우 - 사이토 아키코 ('96 ~ '98), 스가와 유키코 (2003)

### 쿠사나기 사이슈
성우 - 아라이 토시미츠 ('95), 사카기 케이이치로 ('98)

## 네스츠 사가 등장인물 (《KOF '99》~《KOF 2002》)

### 네스츠

#### 크리저리드
성우 - 이와모토 토시유키 ('99)

#### 제로
성우 - 후토가네 킨타 (2000), 아라이 토시미츠 (2001)

### 에이전트 팀
네스츠를 소멸하기 위해 결성한 비밀조직과 같은 팀으로 바네사와 라몬이 그 중심이다. 《KOF 2000》 후반에 바네사와 라몬은 제로 캐논포의 오작동으로 인해 당시 팀의 파트너였던 K'와 맥시마와 함께 죽을 고비를 넘겼다. 《KOF 2001》에서는 세스와 함께 출전하나 4인 구성이기 때문에 야가미 이오리도 함께 출전하였다. 《KOF 2002》에서는 바네사, 라몬, 세스가 출전하였고, 《KOF XI》에서는 세스가 빠지고 또 하나의 에이전트인 아랑전설의 캐릭터 블루 마리가 참여한다. 바네사는 《더 킹 오브 파이터즈 '99 에볼루션》과 게임보이 어드밴스의 《더 킹 오브 파이터즈 EX》에서 엑스트라 스트라이커로 등장한다.

#### 라몬
성우 - 타케모토 에이지 (2000 ~ 2002, XI)

#### 바네사
성우 - 미나미 카오리 (2000 ~ 2002, XI)

#### 세스
성우 - 나카무라 히데토시 (2000 ~ 2002)

### 네스츠 팀 (안티 K' 팀)
네스츠의 정식 일원이자 간부로써 쿨라 다이아몬드, 폭시, K9999, 앙헬, 비출전자인 다이애나, 캔디 다이아몬드로 구성되었다. 《KOF 2000》에서는 중간보스인 쿨라 다이아몬드가 K'를 제거하라는 네스츠의 명령을 받고 출전하였다. 제로 캐논포의 오작동으로 쿨라는 무사하지만 그녀의 친구인 캔디는 훼손으로 인해 사라지게 된다. 《KOF 2001》에서는 쿨라와 팍시, K9999, 앙헬 이렇게 넷이 출전하였다. 네스츠 소멸이후 쿨라와 다이애나, 그리고 죽은 줄만 알았던 팍시가 K' 일행과 동행하고 K9999와 앙헬은 우주선을 파괴하는 모습을 보인다. 스토리가 없는 《KOF 2002》에서는 쿨라, K9999, 앙헬이 출전하지만, 《KOF 2002 UM》에서는 K9999가 빠지고 쿨라, 팍시, 앙헬이 출전하였다. 그 대신 K9999와 약간 비슷하나 쿠사나기 쿄와 K'의 유전을 결합한 네임리스가 출전하였다.

#### K9999
성우 - 사사키 노조무 (2001, 2002)

#### 앙헬
성우 - 토미나가 미이나 (2001), 신타니 마유미 (2002)

#### 폭시
성우 - 이케자와 하루나 (2001)

## 애쉬 사가 등장인물 (《KOF 2003》~《KOF XIII》)

### 마린
성우 - 이노사코 카즈요 (2003, XI)

### 머나먼 대지에서 온 자들

#### 마가키
성우 -  스파이시 야기 (XI)

#### 무카이
성우 - 시게츠카 토시히로 (2003)

#### 사이키
성우 - 나가시로 소노스케 (XI)

#### 시온
성우 - 오가와 토시요 (XI)

### 엘리자베트 블랑토르쉬
성우 - 오오지마 카요코 (XI ~ XIII)

### 오스왈드
성우 - 시게츠카 토시히로 (XI)

## 타 SNK 게임 등장인물

### 《아랑전설》
첫 작품 《KOF '94》부터 《아랑전설》 시리즈의 세 주인공 테리 보가드, 앤디 보가드와 조 히가시로 구성된 아랑전설 팀이 꾸준히 등장한다. 또한 《아랑전설 2》에서 데뷔한 시라누이 마이는 여성 격투가 팀의 일원으로 출연하며, 김갑환은 범죄자 장거한과 최번개를 갱생하기 위해 연합한 한국 팀의 일원으로 등장한다.
오로치 사가 두번째 작품 《KOF '95》에서는 빌리 칸이 야가미 이오리와 《용호의 권》의 키사라기 에이지와 함께 라이벌 팀을 구성해 출전했다. 《KOF '96》에서는 기스 하워드와 볼프강 크라우저가 《용호의 권》의 미스터 빅과 함께 보스 팀을 이뤄 출전했다. 기스 하워드의 경우 원작 《아랑전설》 시리즈에서는 1995년에 발매된 《리얼 바웃 아랑전설》에서 빌딩 옥상에서 추락해 사망했지만, 평행세계관인 《더 킹 오브 파이터즈》 시리즈에선 생존해 계속 출연한다. 《KOF '97》에서는 다시 빌리 칸이 《아랑전설 3》의 야마자키 류지와 블루 마리와 함께 '97 스페셜 팀을 구성해 출전했다.
4인의 플레이어 캐릭터를 고르는 《KOF '99》에서는 앤디의 부인인 시라누이 마이를, 《KOF 2000》와 《KOF 2001》에는 테리의 친구인 블루 마리를 영입하였다. 한편 《리얼 바웃 아랑전설 2》에서 데뷔한 리 샹페이는 《KOF '99》와 《KOF 2001》에서 여성 격투가 팀에 들어왔다.
애쉬 사가에서는 《가로우: 마크 오브 더 울브스》의 출연진들이 대거 등장해, 《KOF 2003》에는 그리폰 마스크와 가토가 새로 들어와 팀을 맺었다. 《KOF XI》에서는 테리 보가드, 김갑환과 덕 킹이 아랑전설 팀을 맺었고, 그 외에 호타루 후타바가 등장한다. 《KOF XIII》에서는 다시 원래의 3인 주인공인 테리, 앤디와 조로 환원했으며, 그 외에 《아랑전설 1》의 라이덴과 화 자이가 김갑환과 함께 팀을 맺었다.
《KOF XIV》에서는 《가로우: 마크 오브 더 울브스》의 락 하워드가 출연했다.

### 《용호의 권》
《KOF '94》에서는 《용호의 권》의 두 주인공 료 사카자키, 로버트 가르시아와 료의 아버지 타쿠마 사카자키가 한 팀을 이뤄 극한류를 사용하는 용호의 권 팀으로 등장했다. 료의 여동생 유리 사카자키와 무에타이 격투가 킹은 《아랑전설》의 시라누리 마이와 함께 《KOF '94》에서 여성 격투가 팀으로 출전했다. 《KOF '96》부터는 타쿠마는 수행상의 이유로 빠지고 유리가 대신 용호의 권 팀에 합류했다. 4인 체제인 《KOF '99》에서는 료, 로버트, 타쿠마, 유리 네 명 모두 출전했지만 《KOF 2000》에선 유리가 빠지면서 킹이 대신 자리를 채웠다. 《KOF 2002》에서부터는 료와 로버트는 고정출연, 타쿠마나 유리 둘 중 하나가 세번째 자리를 차지하는 식으로 용호의 권 팀이 참전한다.
《용호의 권 2》에서 데뷔했던 키사라기 에이지는 《KOF '95》에서 빌리 칸과 야가미 이오리와 함께 참전했으며, 그 이후 2005년 발매된 《KOF XI》에 마린과 카스미와 함께 '안티 극한류 팀'에 합류했다.《용호의 권 외전》에서 등장한 토도 카스미는 《KOF '96》에서 여성 격투가 팀의 일원으로서 참가한 이후, 네스츠 사가에 해당하는 《KOF '99》, 《KOF 2000》, 《KOF 2002 UM》에서 여성 격투가 팀에 합류했다.

### 《풍운문시록》
《KOF XI》에서 시리즈 주인공 쇼 하야테와 중간보스 자즈가 등장한다.

### 《부리키 원》
《KOF XI》에서 게임 주인공 텐도 가이와 숨겨진 보스 질버가 등장한다.

### 이세계 팀
《KOF XIV》에서 데뷔한 팀으로, 《사무라이 쇼다운》 시리즈의 주역인 나코루루와 SNK의 파치슬롯 게임 《드래곤 걸》의 무이 무이, 《스카이 러브》의 러브 하트로 구성된 팀이다. 나코루루의 경우 《KOF '95》의 게임보이판 《열투 더 킹 오브 파이터즈 '95》에서 숨겨진 플레이어 캐릭터로, 《KOF 2000》에선 어나더 스트라이커로 등장한 바 있으나, 《KOF XIV》에서 정식 플레이어 캐릭터로 승격됐다.